# Krauses Laichkraut
Das Krause Laichkraut (Potamogeton crispus) ist eine Pflanzenart aus der Gattung der Laichkräuter (Potamogeton) innerhalb der Familie der Laichkrautgewächse (Potamogetonaceae).

## Beschreibung

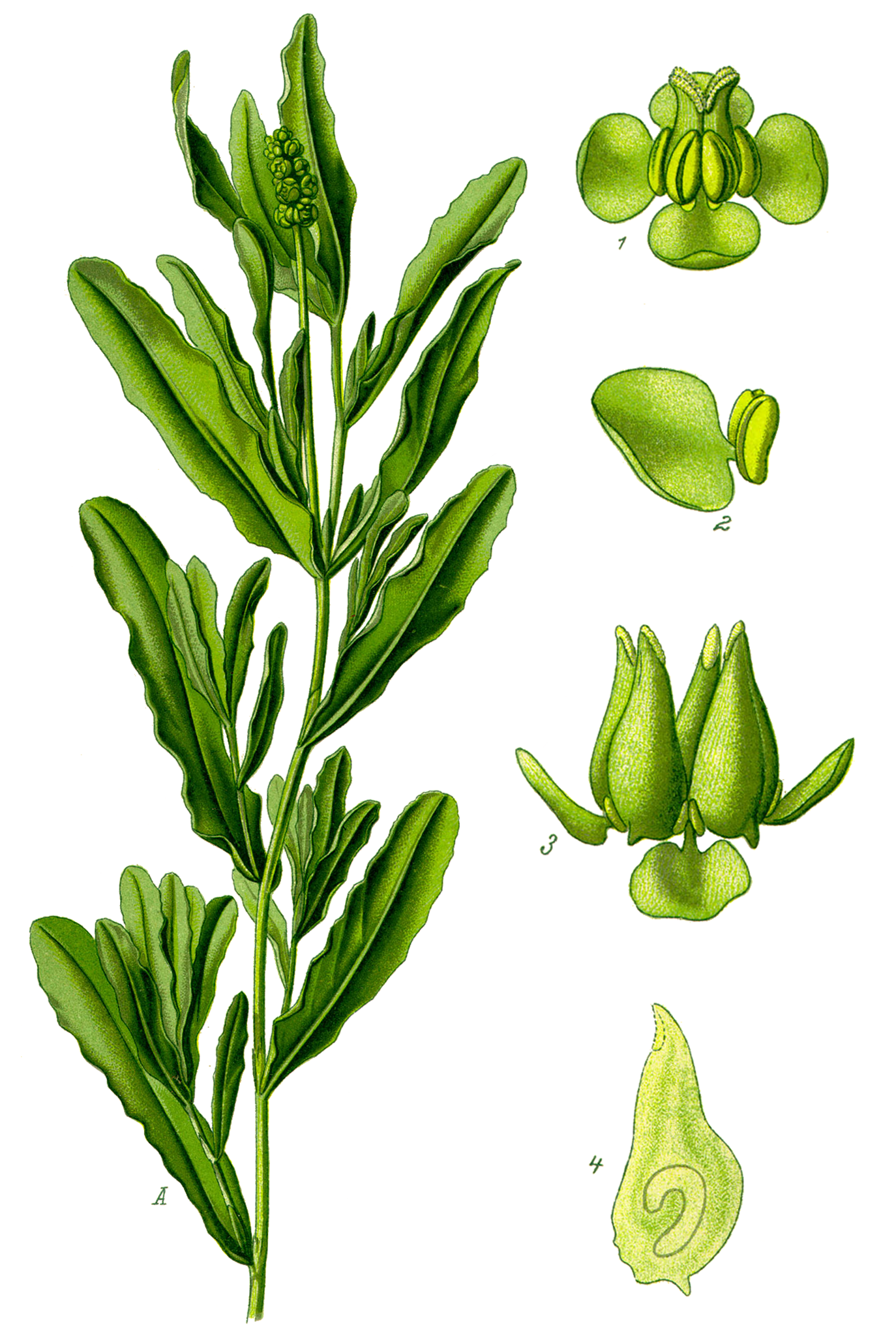
Illustration

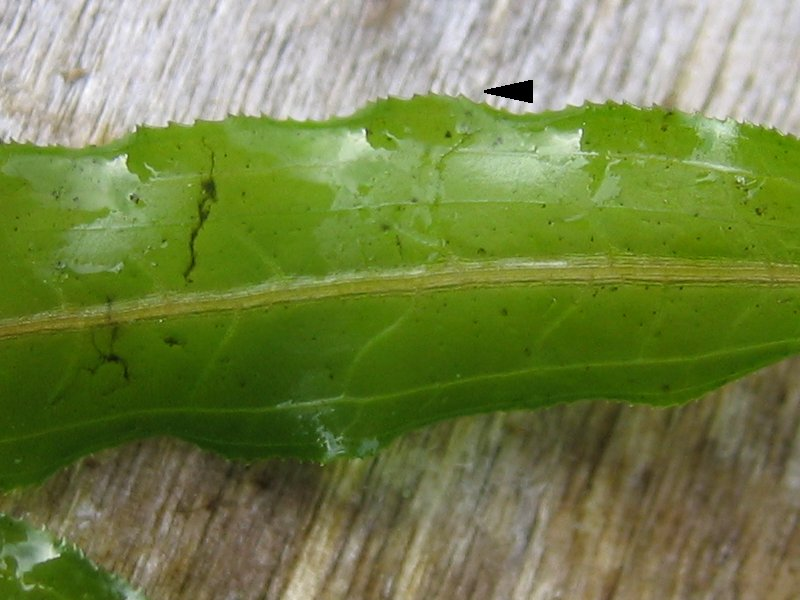
Erkennungsmerkmal: Gezähnte Blätter

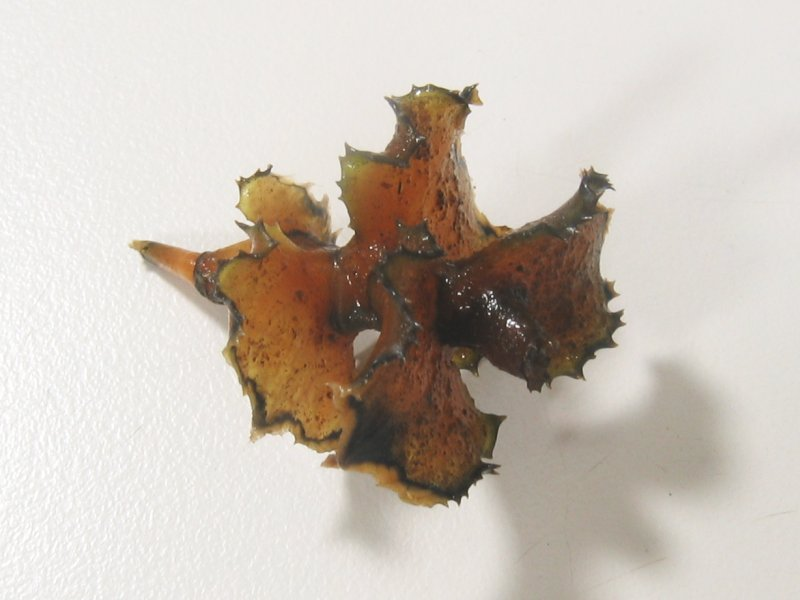
Überdauerungsform, die im Winter auf den Gewässergrund sinkt, diese ist zugleich eine vegetative Ausbreitungsmöglichkeit

### Vegetative Merkmale
Das Krause Laichkraut wächst als winter- oder sommergrüne, mehrjährige krautige Pflanze. Sie ist eine untergetauchte Wasserpflanze. Sie ist mit unterirdischen Ausläufer im Gewässergrund verankert. Die vierkantigen, häufig seitlich zusammengedrückten Stängel können 30 Zentimeter bis 2 Meter lang werden.
Sie bildet längliche untergetauchte Laubblätter aus, die am Rand gewellt und deutlich gezähnt sind (siehe Abb.). Die Nebenblätter sind vom Blattgrund frei.
Im Herbst entstehen Turionen (Winterknospen) direkt am Laubtrieb. Das Krause Laichkraut kann zudem spezielle Überdauerungsformen ausbilden, die im Winter auf den Gewässergrund sinken und zugleich eine vegetative Ausbreitungsmöglichkeit darstellen.

### Generative Merkmale
Die Blütezeit reicht von Juni bis August. Der Blütenstand steht endständig an den Trieben und erhebt sich an einem kurzen Stiel über die Wasseroberfläche. Der Blütenstand ist eine lockere, 1 bis 1,5 cm lange zylindrische Ähre. Die Früchte sind am Grund verwachsen und mit einem langen, grünlichen, schnabelartigen Auswuchs versehen.
Die Chromosomenzahl beträgt 2n = 52.

## Ökologie
Die Blütenähren ragen senkrecht aus dem Wasser. Für die Blüten erfolgt Windbestäubung; Überwasserbestäubung (wenn der unbenetzbare Pollen durch Wasser an die Narben getragen wird) oder Tierbestäubung (durch Wasserläufer, Wasserspinnen oder Wasserschnecken). Die Blüten sind zwittrig und vorweiblich, sie haben statt der fehlenden Blütenhülle vier perigonartige Staubblattanhängsel, die den ausfallenden Pollen vorübergehend aufnehmen.
Die kleinen steinfruchtartigen Nüsse haben an der Spitze einen hakig gekrümmten Schnabel. Es erfolgt Schwimmausbreitung sowie Zufalls- und Klettausbreitung durch Wasservögel. Zufallsausbreitung durch Fische ist wahrscheinlich; jedenfalls wurde sie bei Potamogeton natans nachgewiesen. Fruchtreife ist von September bis Oktober.
Die vegetative Vermehrung erfolgt durch die leicht abbrechenden Stängelglieder (das entspricht einer Selbst-, Klett und Schwimmausbreitung) sowie durch Turionen, die im Spätsommer keimen und grün überwintern.

## Vorkommen
Sie ist in ganz Deutschland und in weiten Teilen Europas, Asiens und Afrikas bis auf die Gebirge häufig verbreitet. In der Neuen Welt tritt sie als Neophyt auf.
Diese Wasserpflanze ist meistens zwischen Mai bis September in meso- bis hypertrophen (oft stark belasteten oder verschmutzen) stehenden oder langsam fließenden Gewässern anzutreffen. Sie bevorzugt Wassertiefen von 30–400 Zentimetern. Sie kommt besonders vor in Gesellschaften der Ordnung Potamogetonetalia.
Die Pflanze verbreitete sich 2022 erstmals massenhaft in der Neuen Donau und bildete Dominanzbestände.